# Renate Götschl
Renate Götschl, née le 6 août 1975 à Judenburg, est une skieuse alpine autrichienne spécialiste des épreuves de vitesse. Vainqueur du classement général de la Coupe du monde en 2000, elle a également remporté trois médailles d'or aux championnats du monde entre 1997 et 2007.

## Biographie
Surnommée Speed Queen sur le circuit, Renate Götschl a connu une carrière fulgurante depuis son arrivée dans l'équipe autrichienne de ski en 1991. En 1993, elle remporte le slalom de Hafjell, la deuxième course de coupe du monde à laquelle elle participe, qui restera pourtant son seul succès en slalom de sa carrière.
Malgré ces débuts précoces, Renate Götschl  traverse une longue période d'échecs entre décembre 1993 et mars 1995, durant laquelle elle tombe ou sort de piste 22 fois en 41 courses. Elle conquiert par la suite de nombreux succès et une grande régularité au plus haut niveau en Coupe du monde, essentiellement dans les épreuves de descente et de Super G. En 2000, elle décroche le classement général de la Coupe du monde.
Elle obtient des résultats un peu moins brillants dans les championnats du monde et surtout aux Jeux olympiques. En championnat du monde la sportive autrichienne des années 1997 et 2005, totalise 3 médailles d'or (1997 combiné, 1999 descente, 2007 par équipe), 4 d'argent et 2 de bronze. Aux Jeux olympiques de Salt Lake City (2002), elle a pris le 2e rang du combiné et le 3e en descente.
En mars 2009, à Åre, pour sa dernière étape de Coupe du monde, elle signe son 110e podium de sa carrière en terminant troisième de la descente.
Le 19 août 2009, elle annonce qu'elle est enceinte et va prendre sa retraite sportive après 14 saisons sur les pistes. La naissance de son bébé est prévue pour le printemps. « Je vais me consacrer entièrement à ma vie privée à l'avenir », a indiqué la skieuse, âgée de 34 ans.
Renate Götschl possède, avec 46 victoires, le cinquième meilleur palmarès féminin en Coupe du monde, derrière Lindsey Vonn (82 victoires), Mikaela Shiffrin (73 victoires, série en cours), Annemarie Moser-Pröll (62 victoires), et Vreni Schneider (55 victoires).

## Style
Sa technique est considérée comme peu académique, avec beaucoup de mouvements parasites au niveau du buste.
Elle a toutefois une grande capacité à prendre de la vitesse en utilisant au mieux les trajectoires et la puissance de ses skis.

## Palmarès

### Jeux olympiques
| Épreuve / Édition | Nagano 1998 | Salt Lake City 2002 | Turin 2006 |
| Descente          | DNF1        | Bronze              | 4e         |
| Super G           | 5e          | 8e                  | 26e        |
| Slalom            | -           | DNF2                | -          |
| Combiné           | -           | Argent              | -          |

### Championnats du monde
| Épreuve / Édition | Sierra Nevada 1996 | Sestrières 1997 | Vail/Beaver Creek 1999 | Sankt Anton 2001 | Saint-Moritz 2003 | Bormio 2005 | Åre 2007 | Val d'Isère 2009 |
| Descente          | 8e                 | 8e              | Or                     | Argent           | 5e                | Bronze      | 7e       | 24e              |
| Super G           | 20e                | 6e              | Argent                 | Abandon          | 8e                | 23e         | Bronze   | Abandon          |
| Slalom géant      | -                  | -               | -                      | Abandon          | -                 | -           | -        | -                |
| Combiné           | 4e                 | Or              | Argent                 | -                | -                 | Abandon     | -        | -                |
| Par équipes       | -                  | -               | -                      | -                | -                 | Argent      | Or       | -                |

### Coupe du monde
- Vainqueur du classement général en 2000.
- 10 petits globes de cristal :
  - Vainqueur de la coupe du monde de descente en 1997, 1999, 2004, 2005 et 2007
  - Vainqueur de la coupe du monde de super-G en 2000, 2004 et 2007
  - Vainqueur de la coupe du monde de combiné en 2000 et 2002
- 110 podiums, dont 46 victoires : 24 descentes, 17 super-G, 1 slalom et 4 combinés

#### Détail des victoires
| Édition / Épreuve | Descente                                                        | Super G                                    | Slalom  | Combiné                   | Total |
| 1993              | –                                                               | –                                          | Hafjell | –                         | 1     |
| 1994              | –                                                               | –                                          | –       | Sankt Anton               | 1     |
| 1995              | –                                                               | Flachau                                    | –       | –                         | 1     |
| 1997              | Vail                                                            | –                                          | –       | –                         | 1     |
| 1998              | Altenmarkt-Zauchensee                                           | –                                          | –       | –                         | 1     |
| 1999              | Lake Louise (x2) Aare Saint-Moritz                              | Cortina d'Ampezzo                          | –       | –                         | 5     |
| 2000              | Aare Innsbruck                                                  | Altenmarkt-Zauchensee Innsbruck Bormio     | –       | Santa Caterina            | 6     |
| 2001              | Saint-Moritz Haus im Ennstal                                    | Lake Louise                                | –       | –                         | 3     |
| 2002              | Cortina d'Ampezzo Aare                                          | –                                          | –       | Saalbach-Hinterglemm Aare | 4     |
| 2003              | Cortina d'Ampezzo Lillehammer                                   | Cortina d'Ampezzo Innsbruck                | –       | –                         | 4     |
| 2004              | Saint-Moritz Veysonnaz Sestrières                               | Lake Louise Cortina d'Ampezzo Aare         | –       | –                         | 6     |
| 2005              | Cortina d'Ampezzo Lenzerheide                                   | Cortina d'Ampezzo (x2)                     | –       | –                         | 4     |
| 2006              | Cortina d'Ampezzo                                               | –                                          | –       | –                         | 1     |
| 2007              | Altenmarkt-Zauchensee Cortina d'Ampezzo San Sicario Lenzerheide | Lake Louise Reiteralm San Sicario Tarvisio | –       | –                         | 8     |
| Total             | 24                                                              | 17                                         | 1       | 4                         | 46    |

#### Classements en Coupe du monde
| Année/Classement | Année/Classement | Général | Général | Descente | Descente | Super G | Super G | Slalom géant | Slalom géant | Slalom | Slalom | Combiné | Combiné |
| ---------------- | ---------------- | ------- | ------- | -------- | -------- | ------- | ------- | ------------ | ------------ | ------ | ------ | ------- | ------- |
| Année/Classement | Année/Classement | Class.  | Points  | Class.   | Points   | Class.  | Points  | Class.       | Points       | Class. | Points | Class.  | Points  |
| 1993             | 1993             | 57e     | 100     | -        | -        | -       | -       | -            | -            | 18e    | 100    | -       | -       |
| 1994             | 1994             | 15e     | 378     | 18e      | 106      | 46e     | 15      | 28e          | 59           | 24e    | 98     | 3e      | 100     |
| 1995             | 1995             | 14e     | 509     | 10e      | 236      | 4e      | 245     | -            | -            | 31e    | 28     | -       | -       |
| 1996             | 1996             | 10e     | 594     | 7e       | 308      | 5e      | 267     | 51e          | 6            | 47e    | 13     | -       | -       |
| 1997             | 1997             | 8e      | 647     | 1re      | 483      | 12e     | 146     | 39e          | 18           | -      | -      | -       | -       |
| 1998             | 1998             | 7e      | 787     | 2e       | 392      | 2e      | 305     | -            | -            | -      | -      | 14e     | 36      |
| 1999             | 1999             | 3e      | 1035    | 1re      | 610      | 5e      | 308     | 28e          | 47           | 37e    | 25     | 9e      | 45      |
| 2000             | 2000             | 1re     | 1631    | 2e       | 524      | 1re     | 554     | 10e          | 266          | 14e    | 187    | 1re     | 100     |
| 2001             | 2001             | 2e      | 1189    | 2e       | 455      | 2e      | 466     | 14e          | 136          | 24e    | 72     | 3e      | 60      |
| 2002             | 2002             | 2e      | 931     | 5e       | 408      | 4e      | 210     | 36e          | 37           | 25e    | 76     | 1re     | 200     |
| 2003             | 2003             | 7e      | 830     | 2e       | 368      | 2e      | 458     | 51e          | 4            | -      | -      | -       | -       |
| 2004             | 2004             | 2e      | 1344    | 1re      | 680      | 1re     | 467     | 13e          | 190          | 47e    | 7      | -       | -       |
| 2005             | 2005             | 3e      | 1164    | 1re      | 567      | 2e      | 416     | 16e          | 145          | -      | -      | 7e      | 36      |
| 2006             | 2006             | 19e     | 448     | 3e       | 315      | 19e     | 113     | 38e          | 30           | -      | -      | -       | -       |
| 2007             | 2007             | 4e      | 1300    | 1re      | 705      | 1re     | 540     | 26e          | 55           | -      | -      | -       | -       |
| 2008             | 2008             | 9e      | 731     | 2e       | 448      | 4e      | 283     | -            | -            | -      | -      | -       | -       |
| 2009             | 2009             | 23e     | 316     | 9e       | 180      | 13e     | 136     | -            | -            | -      | -      | -       | -       |

### Arlberg-Kandahar
- Vainqueur du Kandahar 1993-94 à Sankt Anton